# Citizendium
Citizendium（シチズンジアム）は、フリーコンテンツで構成されたオンライン百科事典のプロジェクトである。一般的な知識に関する「市民による概説書」を標榜している。スローガンは、「We are creating the world's most trusted encyclopedia and knowledge base.（我々は世界一信用出来る百科事典と知識ベースを創る）」。

## 概要
ウィキペディアの設立者のひとりであるラリー・サンガーが提唱した。
ウィキペディアと同様、ウィキの仕組みを利用している。ウィキペディアと異なり匿名性を排除し編集者に実名を要求し、各記事に記事内容を審査する責任者をおくのが特徴である。ウィキペディアで問題となった記事の信憑性という問題を解決するのが狙いである。編集に参加するには、履歴書およびそれを裏づける情報源を提示し、審査を受けなければならない。

## 参加者の位置づけ
Citizendiumでは記事の質を維持するため、参加者にいくつかの制約を課している。

### 執筆者
英語版では「Author」。ウィキの仕組みを利用して、記事の作成・修正を行う。誰でもなれるが実名による登録が必要であり、登録した氏名は公開される。

### 編集者
英語版では「Editor」。執筆者によって作成された記事のうち、どの版を採用するか・出典などの情報が必要かを判断する。博士号は要求しないが判断する分野が学術的なものであれば、大学などで専門的な教育を受けていることを示さなければならない。また、趣味的な分野においてもその分野で責任ある編集を行える証拠を提示する必要がある。

### CZ巡視員
英語版では「CZ Constable」。執筆者や編集者が行った修正内容について、適切であるかどうかを管理し、不適切な行動を行った執筆者を排除する権限を持つ。ボランティアで、最低でも大学卒、25歳以上であることが要求される。提唱者のサンガーも巡視員の一人。
巡視員が確認したページについては、特定のタグが付けられ、他のページとの見分けがつくようになっている。

## 歴史
- 2006年10月 - ラリー・サンガーが新たな百科事典サイトの開設を計画していることを表明。翌11月にテストを開始。
- 2007年3月27日 - 英語版のパブリックβ版が公開[5]。記事数は1100本程度。